# Кінець віри (книга)
Кінець віри (англ. The End of Faith: Religion, Terror, and the Future of Reason) — перша книга американського публіциста Сема Гарріса, вийшла в 2004 році і отримала нагороду PEN / Martha Albrand Award 2005. Після чого його есе з'явилися в численних публікаціях та інтернет-форумах.
Сем Гарріс почав писати «Кінець віри» в часи, за його словами, «колективного горя і здивування», після нападів 11 вересня 2001 року. Книга містить всебічну критику всіх стилів релігійної віри за те, що вони, на думку автора, не прагнуть сумісності, породжуючи конфлікти цивілізацій і перешкоджаючи створенню здорового світового співтовариства.
У жовтні 2005 року книга «Кінець віри» увійшла до списку бестселерів «Нью-Йорк Таймс» під номером чотири, і залишалася в списку протягом 33 тижнів.

## Короткий зміст
«Кінець віри» починається літературним описом останнього дня з життя терориста-смертника. Сем Гарріс підкреслює повноту і швидкість «спасіння», яке забезпечує собі терорист-смертник. «Мучеництво — єдиний спосіб для мусульманина уникнути суворого розгляду, який чекає на нього в День Суду, і пройти прямо на небо. Замість того, щоб століттями гнити в землі, очікуючи допиту, який будуть вести гнівні янголи, мученик миттєво підноситься в сад Аллаха…»
У вступній главі Гарріс закликає припинити ставитися з повагою і терпимістю до боротьби релігійних систем, які він характеризує як «ті, що однаковою мірою не спираються на докази». Хоча він фокусується на тій небезпеці, яку являють собою релігійні екстремістські групи, оснащені сучасною зброєю масового ураження, Гарріс рівною мірою критикує і релігійну стриманість за те, що вона створює «контекст, в рамках якого неможливо ефективно протистояти релігійному насильству».
Далі Гарріс продовжує досліджувати природу віри, ставлячи під сумнів можливість свободи віри і вказуючи, що «віра — це потенційне джерело дії». Він стверджує, що вірування, для того щоб бути корисними, повинні бути логічно зв'язними і адекватно відображати реальний світ. Оскільки релігійна віра не в змозі підтримати свої положення емпіричними доказами, Гарріс розглядає релігію як свого роду психічне захворювання, яке, за його словами, «дозволяє у всіх інших відносинах нормальним людям пожинати плоди божевілля і при цьому вважатися святими».
Потім Гарріс коротко оглядає історію християнства за багато століть, включаючи інквізицію та історичне переслідування відьом та євреїв. Він стверджує, що, далеке від того, щоб бути відхиленням, катування єретиків було просто логічним вираженням християнської доктрини — того, що за його словами, було ясно виправдано людьми на зразок Святого Августина. Йдучи ще далі, Гарріс розглядає Голокост як істотне відображення натхнення традиційного християнського антисемітизму. «Свідомо чи ні», пише він, «нацисти були агентами релігії».
Одним із суперечливих аспектів «Кінця віри» є безкомпромісна оцінка і критика ісламу, який Гарріс описує як «культ смерті». Він простежує зв'язок між вченням ісламу та терористичними злочинами на кшталт 9/11, що він ілюструє п'ятьма сторінками цитат з Корану із закликами до насильства. Він також представляє деякі дані соціологічного центру Pew Research, показуючи, що істотний відсоток мусульман у всьому світі виправдали б терор смертників як законну тактику. Нападаючи на те, що він називає «лівацька нерозумність», Гарріс критикує Ноама Чомскі за його точку зору, що демонструє нелогічну готовність покласти всю провину за такі відносини на американську зовнішню політику.
Однак Гарріс також критикує право-християнські кола в США, за їхній вплив на такі області, як політика щодо наркотиків, досліджень стовбурових клітин і запобігання СНІДу в світі, що розвивається. У тому, що він бачить як стійкий дрейф до теократії, Гарріс гостро критикує провідних представників як законодавчої, так і судової влади за їхню неприкриту відмову відокремлювати церкву від держави в різних областях. «Ми не тільки все ще харчуємося відходами стародавнього світу», пише він, «ми ще й пишаємося цим».
Далі Гарріс окреслює контури того, що він називає «наукою добра і зла» — раціональний підхід до етики, який, на його думку, повинен бути заснований на питаннях людського щастя і страждання. Він говорить про необхідність підтримання «моральних співтовариств», в яких відсутній поділ за релігійними моральними якостями на «врятованого» і «проклятого». Але Гарріс критичний і до позиції морального релятивізму, і також того, що він називає «помилковим вибором пацифізму». Він розглядає суперечливі питання супутніх збитків і обмежених законом тортур під час війни. Він приходить до висновку, що супутній збиток більш проблематичний з етичної точки зору, ніж обмежені законом тортури. «Якщо ми не бажаємо застосовувати обмежені законом тортури, ми повинні відмовитися від ведення сучасних війн», — підсумовує Гарріс.
Нарешті, Гарріс звертається до духовності, де черпає натхнення з практики східних релігій, стверджуючи при цьому, що стосовно духовності західного типу «ми, здається, стоїмо на плечах карликів». Він обговорює природу свідомості і те, як наше почуття власного «я» може розчинитися при використанні техніки медитації. Гарріс цитує східних містиків, таких як Падмасамбхава, але при цьому не використовує жодних надприродних елементів в своїх міркуваннях: «містика — раціональне підприємство», говорить він, «релігія — ні». Він стверджує, що досвід цього світу може бути підданий «радикальній трансформації», але ми повинні обговорювати цю можливість в «раціональних термінах».
| Ліві лапки | Єдині янголи, яких ми не повинні закликати, — із нашої кращої половини: розум, чесність і любов. Єдині демони, яких ми повинні боятися, — ті, що стежать у кожній людській думці: неосвіченість, жадібність, і віра, яка є, звичайно, шедевром диявола. | Праві лапки |